# Джигъел Угъен Вангчук
Принц Дашо Джигъел Угъен Вангчук (англ. Jigyel Ugyen Wangchuck; род. 16 июля 1984 года) — член бутанской королевской семьи.
Джигъел Угъен является вторым сыном короля Джигме Сингье Вангчука и королевы Дорджи Вангмо Вангчук, а также единокровным братом нынешнего короля Бутана Джигме Кхесар Намгьял Вангчука. Он был наследником после отречения своего отца и вступления на трон своего брата 14 декабря 2006 года, до рождения своего племянника Джигме Намджел Вангчука в 2016 году.

## Биография

### Образование
Получил образование в Высшей средней школе Янченпуг. В 2003 году, после трёхлетнего обучения, он окончил частный колледж Choate Rosemary Hall в Уоллингфорде, Коннектикут, США. В 2007 году окончил Колледж Святого Петра в Оксфорде, Великобритания, где изучал современную историю и политологию.

### Участие в военных действиях
После того, как принц в 2003 году окончил среднюю школу (частный колледж Choate Rosemary Hall), летом он в тайне от отца записался в бутанское народное ополчение (Bhutan’s militia) и два месяца проходил подготовку. Потом поступил в Колледж Святого Петра, но оставил его через четыре недели после начала учёбы, чтобы принять участие в операции Бутана против ассамского сопротивления. Тем не менее, согласно официальным данным колледжа и университета, принц всё-таки окончил колледж в 2007 году.

### Общественная деятельность
Разделяя обязанности со своими братьями и сёстрами, принц Джигъел Угъен много путешествует, представляя королевство на различных мероприятиях. В 2008 году он отправился на Смитсоновский фольклорный фестиваль, где выступил со вступительной речью, прежде чем пройтись по территории фестиваля и пообщаться с посетителями. В конце фестиваля он отправился с несколькими исполнителями на Бутанский фестиваль 2008 года в Техасском университете в Эль-Пасо.
В качестве представителя короля и президента Олимпийского комитета Бутана (BOC) он посетил Копенгаген для участия в XIII Олимпийском конгрессе в 2009 году.
Он был назначен председателем на 34-й Генеральной ассамблее Олимпийского совета Азии, которая проходила в Ашхабаде, Туркменистан. Возглавлял комитет в течение четырёх лет с 2015 по 2019 год. 9 октября 2018 года Его Королевское Высочество был избран членом Международного олимпийского комитета.

### Гуманитарная деятельность
Принц со своей сестрой, принцессой Аши Сонам Дечен, сотрудничают в «Фонде Тараяна» (Tarayana Foundation) в качестве членов правления. Фонд, основанный их матерью, королевой Аши Дорджи Вангмо, прикладывает усилия для сокращения бедности в Бутане. Принц также является основателем «Бутанской благотворительной организации» (Bhutan Philanthropy Ventures), социального предприятия, созданного для поддержки «Фонда Тараяна».

## Личная жизнь
Он и его братья разделяют интересы в различных видах спорта, таких как стрельба из лука, баскетбол, гольф, футбол и езда на велосипеде.
В 2010 году он инициировал «Тур Дракона» в Бутане, гонку на горных велосипедах протяженностью 268 км от центрального до западного Бутана.